# Белокрылая цапля
Белокры́лая ца́пля (Ardeola bacchus) — птица семейства цаплевых.

## Описание
Белокрылая цапля длиной 50 см. Оперение обычно незаметного коричневатого цвета. В брачном наряде голова и шея красно-коричневого цвета, спина сланцевато-серого цвета, а нижняя часть тела белая. Клюв жёлтый с чёрным кончиком, глаза и ноги жёлтые.

## Распространение
Область распространения охватывает южную и восточную Азию от Ассама до Китая. Однако, она гнездится также в Юго-Восточной Азии вплоть до Борнео и залетает даже в Японию и регион Средиземноморья. Единичные экземпляры встречаются в России, на юге Приморского края. Жизненное пространство охватывает болота, а также озёра, прибрежные воды и даже рисовые поля.

## Образ жизни
Она охотится на мелких рыб, лягушек, ракообразных и насекомых по берегам рек и на влажных лугах. Замечено, что её часто встречают поблизости от азиатских буйволов, где она добывает мелких животных, которых буйволы выпугивают, или паразитов на их телах.

## Размножение
Белокрылые цапли гнездятся в маленьких колониях, часто вместе с другими видами цапель. Своё гнездо птицы строят из веток и камыша. Самка откладывает от 3 до 5 светло-зелёных яиц, высиживают которые обе родительские птицы примерно 3 недели.

## Места обитания
В Юго-восточной Азии придерживается преимущественно культурного ландшафта у стоячих водоёмов, держится на болотах, по берегам рек, на влажных участках листопадных лесов. Не избегает мангровых зарослей. В горы поднимается до высоты 1400 м над уровнем моря. В Приморье её отмечали в долинах рек и на лугах морского побережья.

## Фото

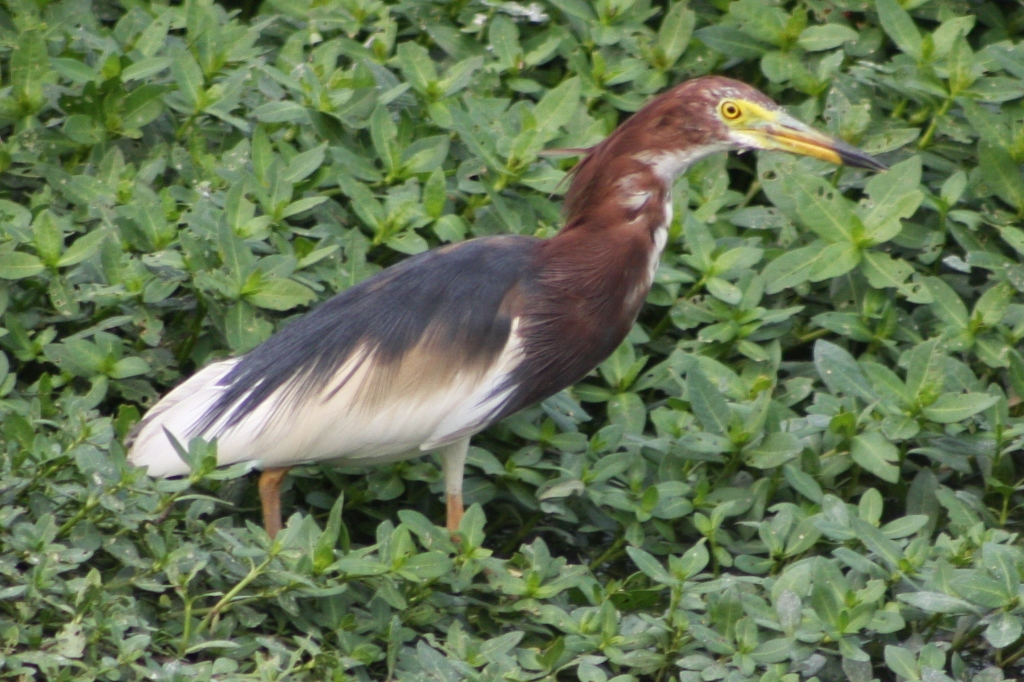
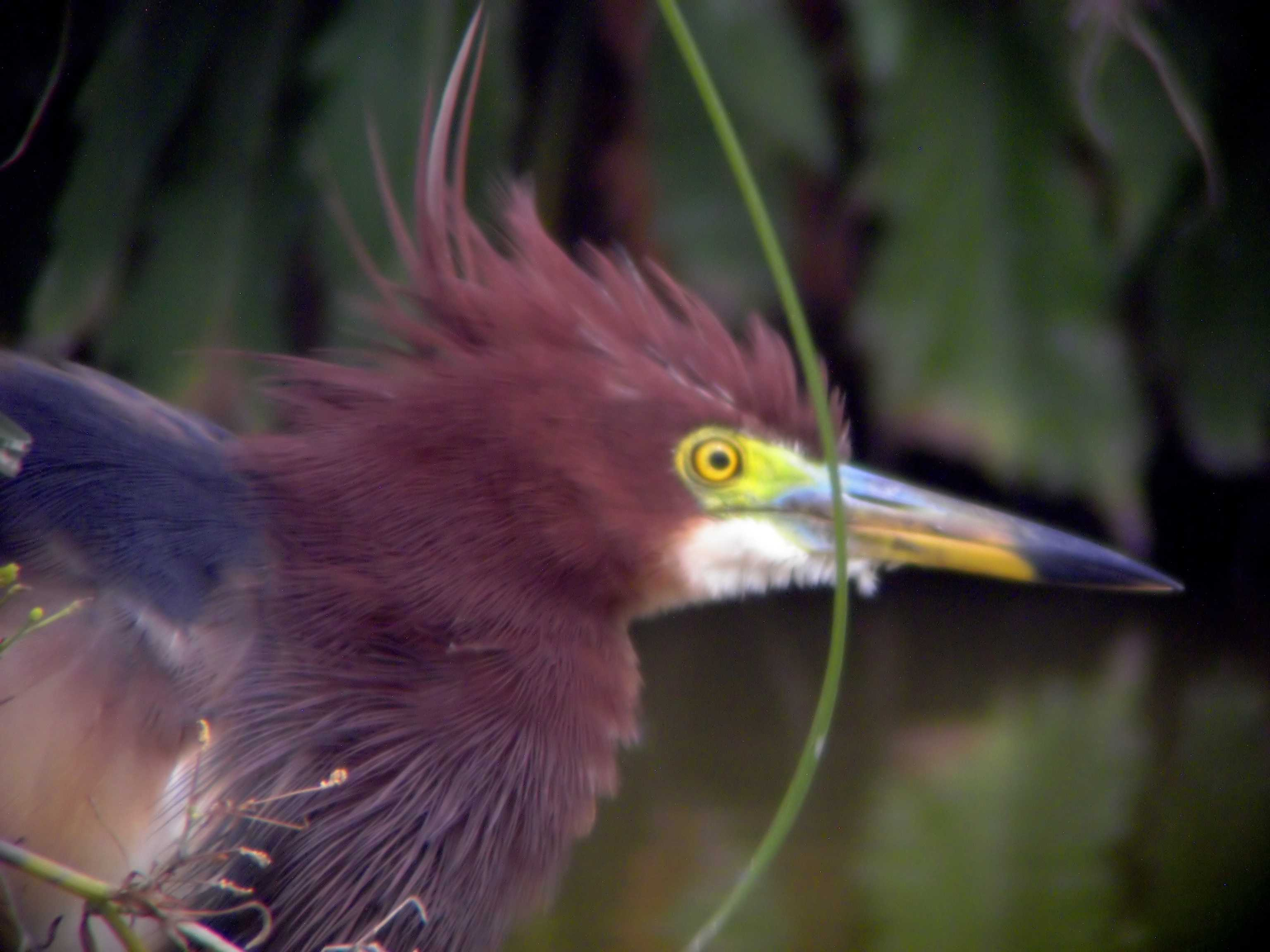
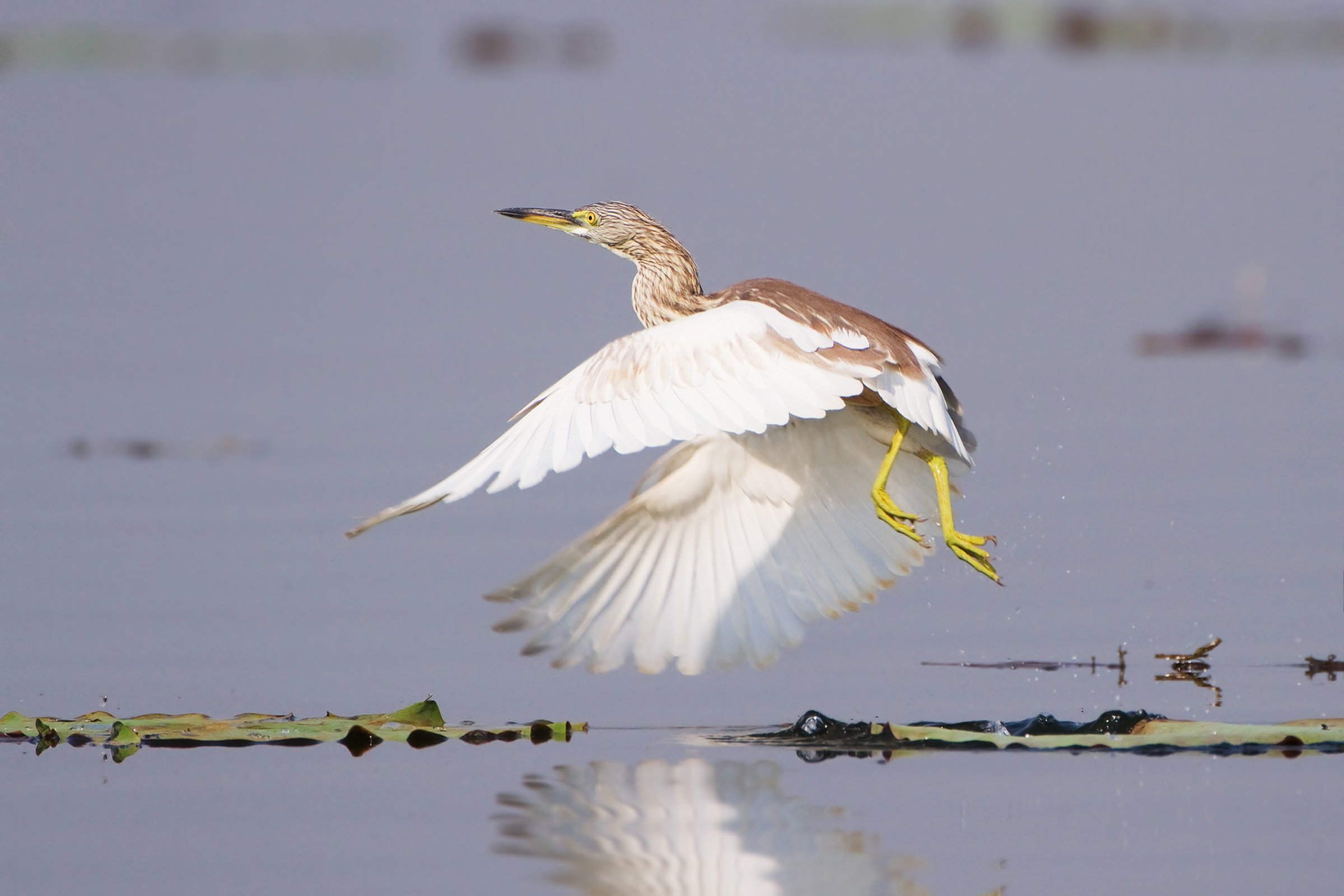